# Жюстен Лериссон
Алексис Мишель Жюстен Лериссон (фр. Alexis Michel Justin Lhérisson, 1873—1907) — гаитянский писатель, поэт, историк, юрист, журналист, педагог. Автор слов национального гимна Гаити — «Ля Дессалиньян» (La Dessalinienne, 1903).
Один из первых писателей, писавших на креольском языке.

## Биография
Получил диплом юриста, работал адвокатом, журналистом и преподавателем. Как учитель истории, публиковал книгу о испанском колониальном периоде истории Гаити.
Основал ежедневную газету Le Soir.
Автор трёх книг поэзии: Myrtha (1892), Les Chants de l’Aurore (1893) и Passe-temps (1893). В 1903 году по случаю столетия независимости Гаити написал стихотворение «Ля Дессалиньян» (La Dessalinienne). Позже оно было принято в качестве государственного гимна Гаити.
Вместе со своими современниками Фредериком Марселеном и Фернаном Ибером работал над созданием современного гаитянского романа.

## Избранные произведения
- «Семья Питит-Кай» (роман, 1905 на франц. яз.). В своём предисловии к роману Лериссон говорит однозначно о своём намерении создать новый повествовательный жанр в франкоязычной гаитянской литературе.
- «Zoune chez sa ninnaine» (1906).